# Печерицеві
Печери́цеві (Agaricaceae) — родина грибів порядку агарикальні (Agaricales). До складу родини належать багато широко відомих їстівних грибів, але є також отруйні (зокрема з роду лепіота (Lepiota)). Печериця садова введена в культуру та є важливим промисловим грибом.

## Опис
У грибів цієї родини вільні пластинки за виключенням роду (Cystoderma), у якого вони спочатку прирослі, а з віком відстають від ніжки. Печерицевим також властиве кільце з покривала на ніжці або лусочок від нього. Шапинка різного розміру. Ніжки центральні, часто відділені від гіменофору коларіумом (Макролепіота Macrolepiota), зазвичай більш волокнисті, ніж шапинка. Розміри і забарвлення плодових тіл дуже різноманітне.
Забарвлення спор дуже різноманітне: чисто-білі у роді Macrolepiota, кремові у роду Lepiota, зеленуваті у роді Chlorophyllum, жовті або іржаво-жовті у роді Phaeolepiota, від рожевих до темнокоричнево-фіолетових у роду Agaricus.
Більшість родів космополіти. Рід Pseudobaeospora включає лише 2 види з обмеженим ареалом. Окремі роди більше пов'язані з помірними зонами, наприклад Agaricus, Macrolepiota, Melanophyllum; тоді як інші — до тропічних — Lepiota, Cystoderma, Leucagaricus. Усі онісапрофіти. Зустрічаються на різних ґрунтах, у тому числі на піску, часто на гумусі в лісі, у глибокому моху, в степах, напівпустелях, на піщаних дюнах, дуже часто в теплицях та на полях.
Найчисленнішими та такими, що мають найбільше значення в природі і житті людини є: Agaricus, Macrolepiota, Lepiota, Cystoderma. До складу родини належать багато широко відомих їстівних грибів, але є також отруйні.

## Роди
- Agaricus — Печериця;
- Allopsalliota
- Attamyces
- Barcheria
- Bovista
- Calvatia
- Chamaemyces
- Chlorophyllum
- Clarkeinda
- Coniolepiota
- †Coprinites
- Coprinus
- Cystoagaricus
- Cystolepiota
- Disciseda
- Endoptychum(інші мови)
- Eriocybe
- Gyrophragmium
- Handkea(інші мови)
- Heinemannomyces
- Hymenagaricus
- Lepiota — Лепіота;
- Leucoagaricus
- Leucocoprinus
- Lycoperdon — Дощовик;
- Macrolepiota — Гриб-зо́нтик;
- Melanophyllum
- Micropsalliota(інші мови)
- Montagnea
- Podaxis(інші мови)
- Ripartitella(інші мови)
- Rugosospora
- Sericeomyces(інші мови)
- Smithiomyces(інші мови)
- Tulostoma
- Verrucospora(інші мови)